# Fabulator
Fabulator är ett anonymnamn för en stenhuggare verksam under 1300-talets första fjärdedel.
Fabulator var verksam som stenmästare på Gotland i början av 1300-talet. Man tillskriver honom de rikt utsirade portalerna till Hörsne kyrka och Gammelgarns kyrka samt möjligen även tornportalen i Dalhems kyrka och portalerna till Martebo kyrka. Roosval och af Ugglas har även sökt göra gällande att Fabulator utförde portalen till helgeandskapellet i Lübeck samt ett kapitäl i Kolbatz. Hans stilspråk var rent höggotiskt. Fabulator anses numera ha varit en av de skulptörer som ingick i en byggnadshytta som leddes av Egypticus.